# لورن لانینگ
لورن لانینگ (به انگلیسی: Lorne Lanning) یک طراح بازی ویدئویی، کارگردان، نویسنده و صداپیشه آمریکایی است. او همچنین یکی از مؤسسین شرکت توسعه‌دهنده بازی‌های ویدئویی ساکنان آدورلد به شمار می‌رود. لورن لانینگ برای خلق سری بازی‌های ویدئویی آدورلد، شامل آدورلد: ادیسه ایب، آدورلد: اگزادوس ایب، آدورلد: مانچ ادیسه، آدورلد: خشم بیگانگان و آدورلد: نیو 'ان' تیستی! به همراه شخصیت دوست داشتنی آن ایب، شناخته شده‌است.

## کارها
| نام بازی                | تاریخ انتشار | نقش                                    |
| ----------------------- | ------------ | -------------------------------------- |
| آدورلد: ادیسه ایب       | ۱۹۹۷         | خالق، نویسنده، کارگردان، صداپیشه       |
| آدورلد: اگزادوس ایب     | ۱۹۹۹         | خالق، نویسنده، کارگردان، صداپیشه       |
| آدورلد: مانچ ادیسه      | ۲۰۰۱         | خالق، نویسنده، کارگردان، صداپیشه، طراح |
| آدورلد: خشم بیگانگان    | ۲۰۰۵         | خالق، نویسنده، کارگردان، صداپیشه، طراح |
| خشم بیگانگان اچ‌دی       | ۲۰۱۱         | خالق، نویسنده، کارگردان، صداپیشه، طراح |
| مانچ ادیسه اچ‌دی         | ۲۰۱۲         | خالق، نویسنده، کارگردان، صداپیشه، طراح |
| آدورلد: نیو 'ان' تیستی! | ۲۰۱۴         | خالق، نویسنده                          |